# Halogénezett szénhidrogének

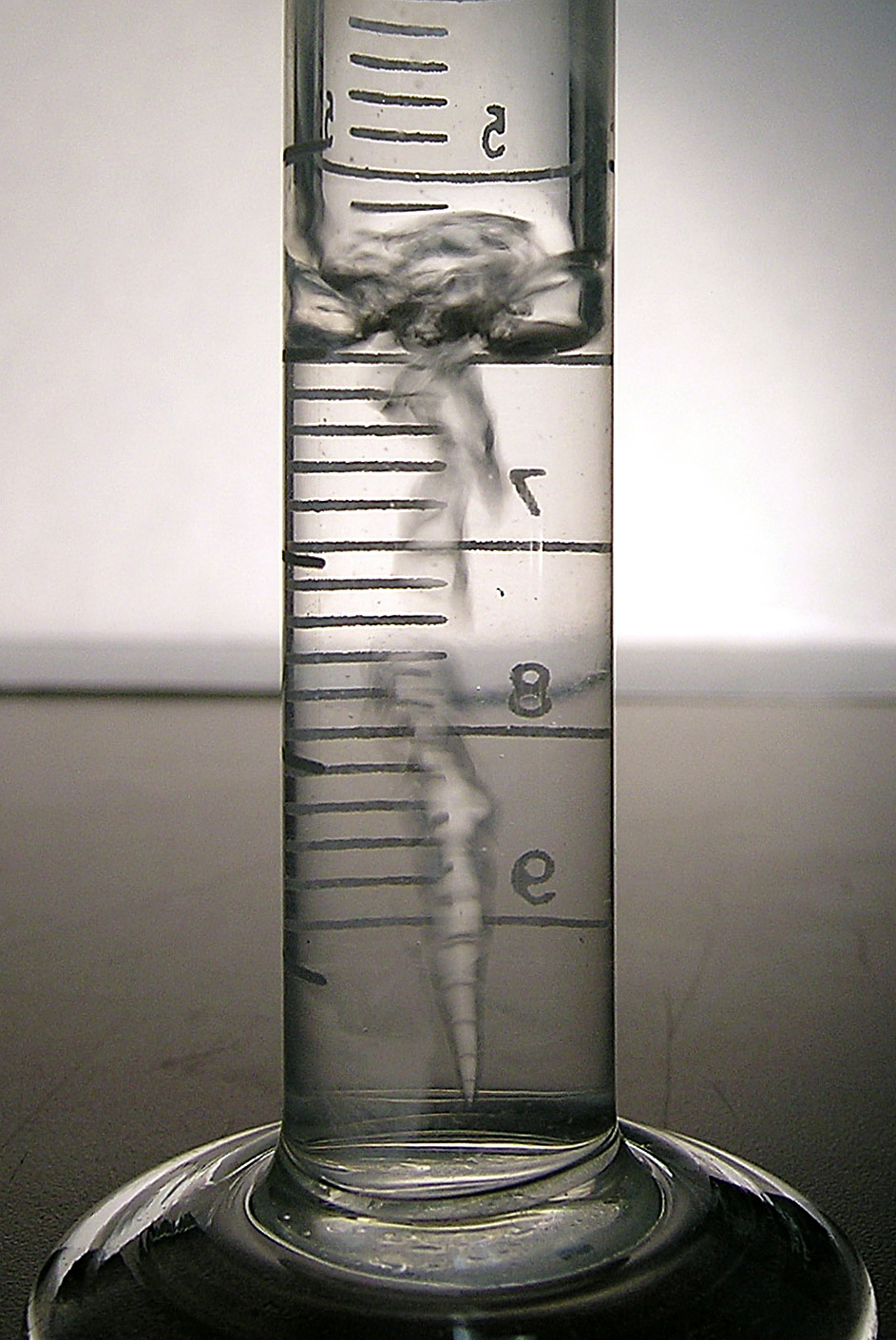
Tetrafluoretán

## Elnevezésük
Elnevezés szempontjából a halogéntartalmú szénvegyületeket a szénhidrogének olyan származékainak tekintjük, melyekben a hidrogénatomok egy részét halogénatomok helyettesítik.
A halogénatomokat úgy vesszük figyelembe, mint a láncelágazásokat képző szénhidrogéncsoportokat. Telítetlen vegyületeknél a többszörös kötés helye az elsődleges számozásnál.

## Fizikai tulajdonságaik
Néhány kis molekulatömegű halogénszármazék gáz, a közepes molekulatömegűek folyadékok, a nagyobb molekulatömegűek pedig szilárdak. További jellemzőik:
- a folyékonyak jellegzetes szagúak és kitűnő oldószerek
- a szénhalogén kötései polárisak
- ha szimmetrikus a molekula, akkor apolárisak (egyébként polárisak)
- vízben nem, csak szerves oldószerben oldódnak
- nem gyúlékonyak

## Előállításuk
Alkánokból szubsztitúcióval állíthatók elő, például a metán klórozása (kék fény mellett).
{\displaystyle \mathrm {CH_{4}+Cl_{2}\rightarrow CH_{3}Cl+HCl} }
Aromás vegyületekből szubsztitúcióval állíthatók elő (katalizátor jelenlétében, FeBr3), például benzol brómozása vaspor jelenlétében brómbenzolt eredményez.
{\displaystyle \mathrm {C_{6}H_{6}+Br_{2}\rightarrow C_{6}H_{5}Br+HBr} }
Telítetlen vegyületekből pedig addícióval.

## Reakciói
Mivel a szén-halogén kötések polárisak, ezek a vegyületek sokkal reakcióképesebbek, mint a szénhidrogének.

### Szubsztitúciósreakciók
Ha acetonban oldott etil-kloridhoz nátrium-hidroxid-oldatot adunk, melegítés hatására etil-alkohol keletkezik. A folyamat során a kovalens kötésű klóratom anion alakjában hasad le, és a hidroxidion kovalens kötéssel a helyére lép.

### Eliminációsreakciók
A halogénezett szénhidrogéneknél erős bázis, lúg és erős hevítés hatására olyan reakció is végbemehet melynek során lehasad a halogénatom és a halogénatomot kötő szénatommal szomszédos szénatomról egy hidrogénatom. Így például az 1-klórpropán tömény nátrium-hidroxid oldattal való hevítés hatására hidrogén-klorid kihasadása mellett propénné (propilénné) alakul.

## Gyakorlati szempontból fontos halogénezett szénhidrogének

### Kloroform
- kellemes szagú, színtelen folyadék
- vízben nem, alkoholban, éterben, benzolban jól oldódik
- önmagában is kitűnő oldószer
- belélegezve narkotikus, bódító hatású.
- fény és oxigén hatására mérgező foszgénné és hidrogén-kloriddá alakul.

### Difluor-diklórmetán (Freon-12, R-12, CFC-12)
- könnyen cseppfolyósítható, színtelen, szagtalan
- nem tűzveszélyes, nem mérgező gáz

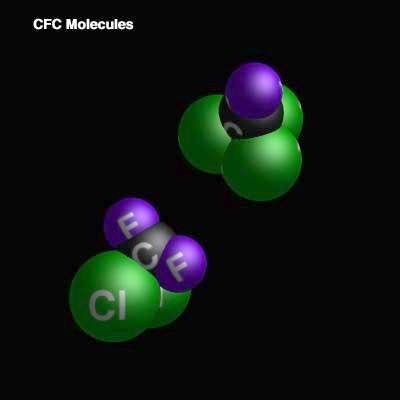
CFC molekulák

A Freon a DuPont cég bejegyzett védjegye, amit különböző halogéntartalmú szénvegyületekre használ. Ezek olyan gázok, vagy cseppfolyós anyagok, amelyeket leginkább hűtőgépekben hűtőközegként, vagy spray-k hajtógázaként használnak. 
A Freonok között vannak CFC-k is (Chlorofluorocarbons), – mint pl. a difluor-diklórmetán (CCl2F2) –, amelyek az állandósult ózonlyuk kialakulásáért felelősek, ugyanakkor vannak már újabb vegyületek is ezzel a márkanévvel, amelyek nem veszélyeztetik az ózonréteget. Az ózonréteg elsősorban az Antarktisz fölött vékonyodott el veszélyes mértékben. Mára azonban a CFC gázok betiltásának köszönhetően (Montréali jegyzőkönyv) az ózonréteg pusztulása megállt, sőt  az ózonlyuk mérete már csökken. CFC-ket sokszor tévesen hozzák összefüggésbe a globális felmelegedéssel, ám a felmelegedés és a CFC közötti kapcsolat csupán közvetett.

### Szén-tetraklorid (tetraklórmetán), CCl4

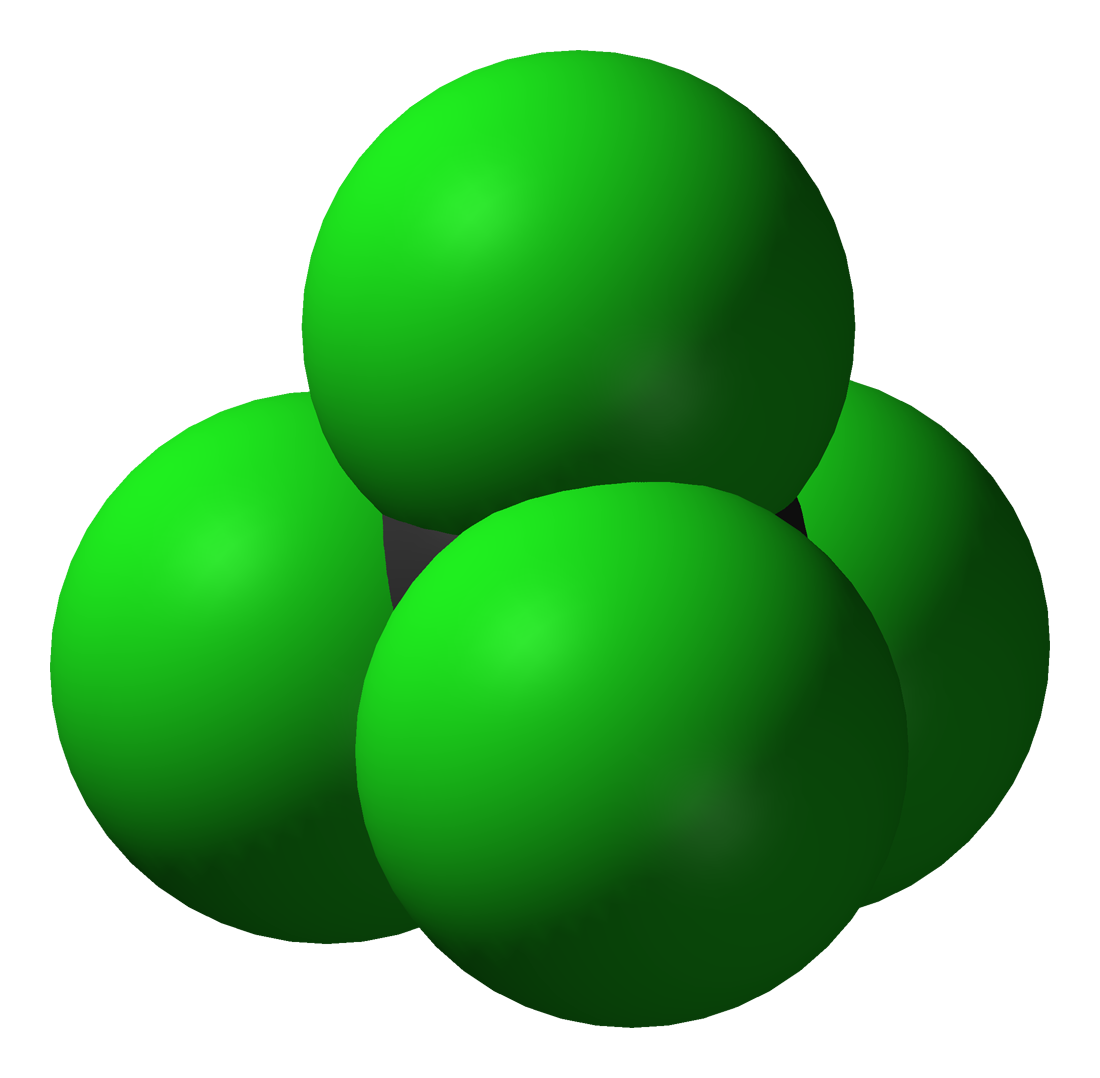
Szén-tetraklorid

- színtelen, erősen fénytörő, kellemes szagú
- mérgező, éghetetlen folyadék
- kitűnő oldószere zsíroknak, olajoknak.
- forráspontja alacsony
- Felhasználása: ipari oldószerként

### Etil-klorid (klóretán)
- színtelen, kellemes szagú, könnyen cseppfolyósítható
- Felhasználása: gyógyászatban helyi érzéstelenítésre

### Vinil-klorid (klóretén)
- színtelen, szagtalan, mérgező gáz
- polimerizációval PVC-t állítanak elő

### Triklóretilén (1,1,2-triklóretén)
- színtelen, nem gyúlékony
- kloroformra emlékeztető szagú folyadék
- vízben nem, szerves oldószerekben jól oldódik
- oldja a zsírokat, olajokat, viaszokat, gyantákat, bitument.

### Tetrafluoretilén (1,1,2,2-tetrafluoretén)
- színtelen, szagtalan, gyúlékony gáz
- polimerjét a DuPont Teflon márkanéven hozza forgalomba; melyet edények, laboratóriumi eszközök bevonására használnak.

## Lásd még
- Hűtőközegek listája

## Külső hivatkozások
- CFC-k és az ózonlyuk